# 依斯干达公主城
依斯干达公主城（前称「努沙再也」），是马来西亚柔佛州的城市，也是州行政中心—伊斯干达城所在地，隶属于依斯干达公主城市政厅。其面积为303.48平方公里，人口于2017年为751,136。该市北临古来，东临新山，南临柔佛海峡，西临笨珍。
新山中区市议会于2017年11月22日正式升格为“依斯干达公主城市政厅”，成为柔佛州第二个市政厅规格的地方管理政府。

## 政府

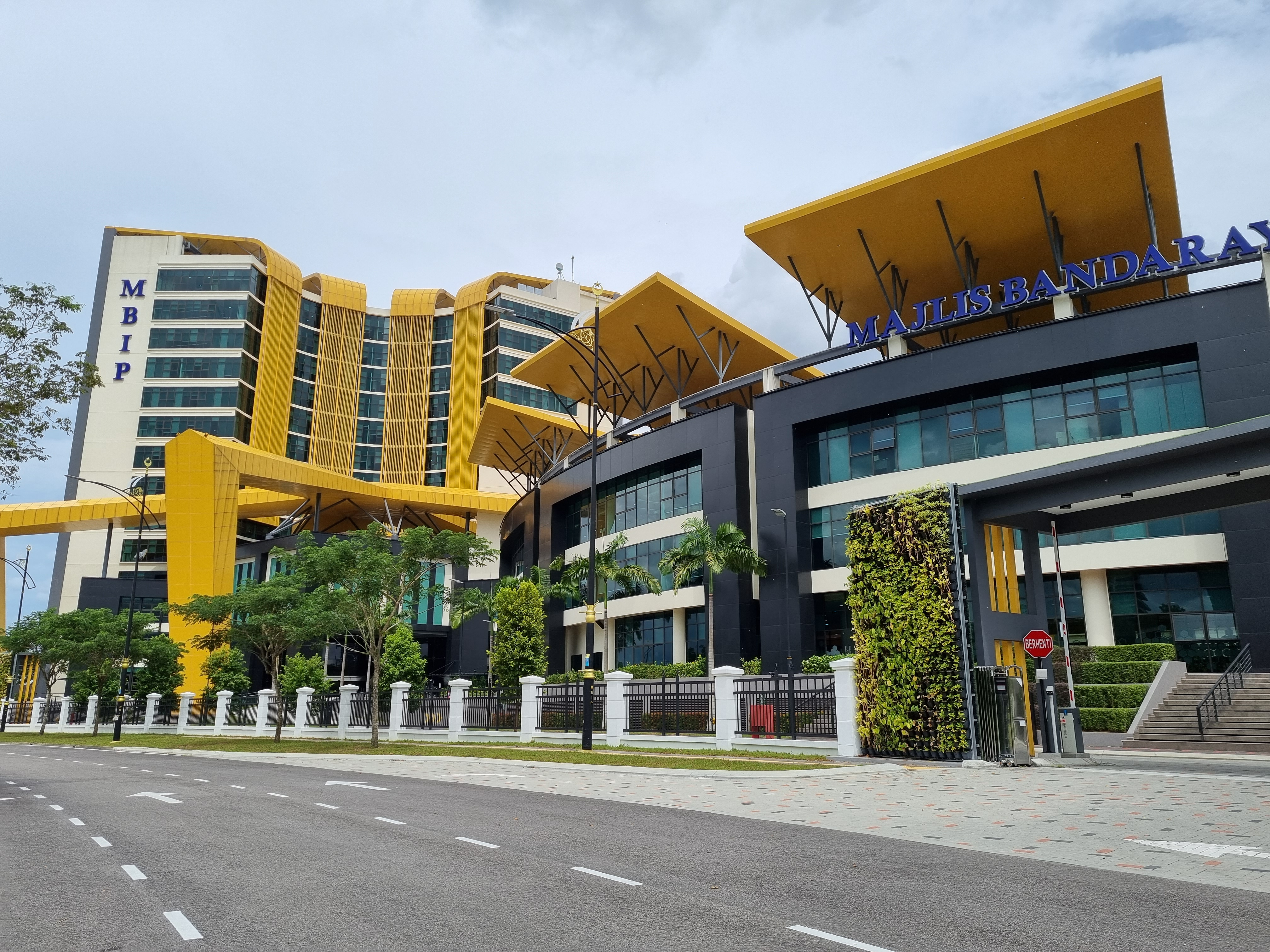
依斯干达公主城市政厅

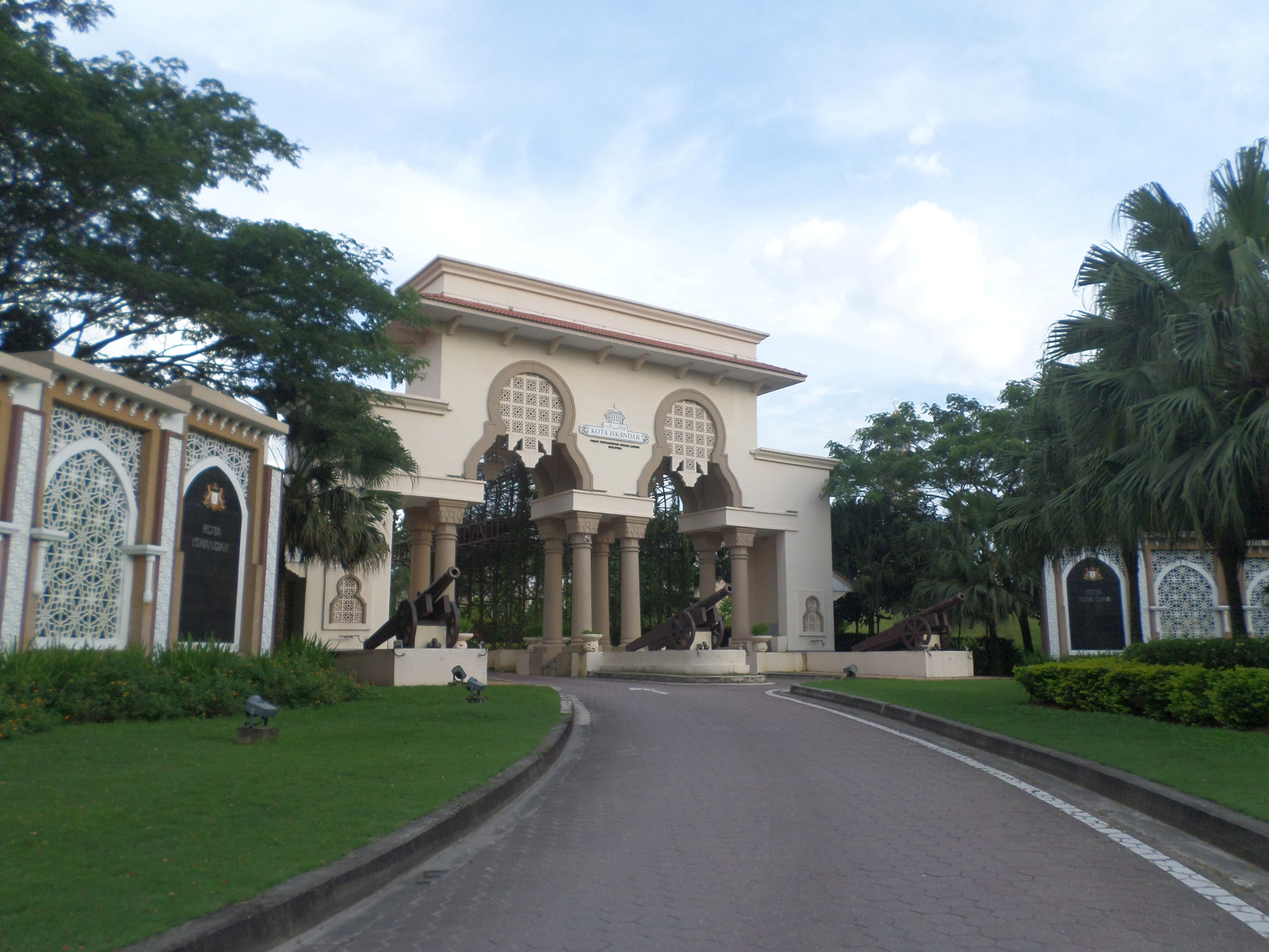
依斯干达城

依斯干达公主城是柔佛州新行政中心州行政中心的所在城市。依斯干达城建造计划分为多个阶段，其中首期已完工的建筑物为命名为苏丹依斯迈大厦的柔佛州立法议会厅、命名为拿督惹化莫哈末大厦的柔佛州务大臣署与州秘书署大厦、马哥打广场、拿督莫哈末依布拉欣慕欣与拿督莫哈末沙烈柏郎大厦（C2S），以及拿督阿都拉曼安达（C3S）两栋集合州政府各部门的建筑物；工程总耗资4亿5,000万令吉。
次阶段依斯干达城发展计划包括中央政府部门在柔佛州的办公大楼，并将设有76个政府部门，预计耗资5亿令吉。
新山中区市议会，原行政区面积为303.48平方公里，由八个镇议会整合而成，主要管理新山市区外的中部地区如士姑来、依斯干达公主城、避兰东等地区。该市会于2017年11月22日升格为依斯干达公主城市政厅，是马来西亚第14个市政厅/市政局。

## 工业
依斯干达公主城西北边的南部工业物流园区（Southern Industrial and Logistics Clusters，SILC）是一片达1300亩的工业园区。该工业园初期只有20至30%左右的工厂入住，惟到了2017年，大型工厂占园区内百分之80的空间，而投资设厂的业者来自英国、美国、台湾、新加坡、印度等地。工业园分为多个阶段发展，总价值估计为5亿令吉，其中第一和第二期占地590亩的土地已售罄。此外，丹戎帕拉帕斯港也坐落于此，拥有2000亩的港口设施，是全球主要的货运港口之一。

## 教育

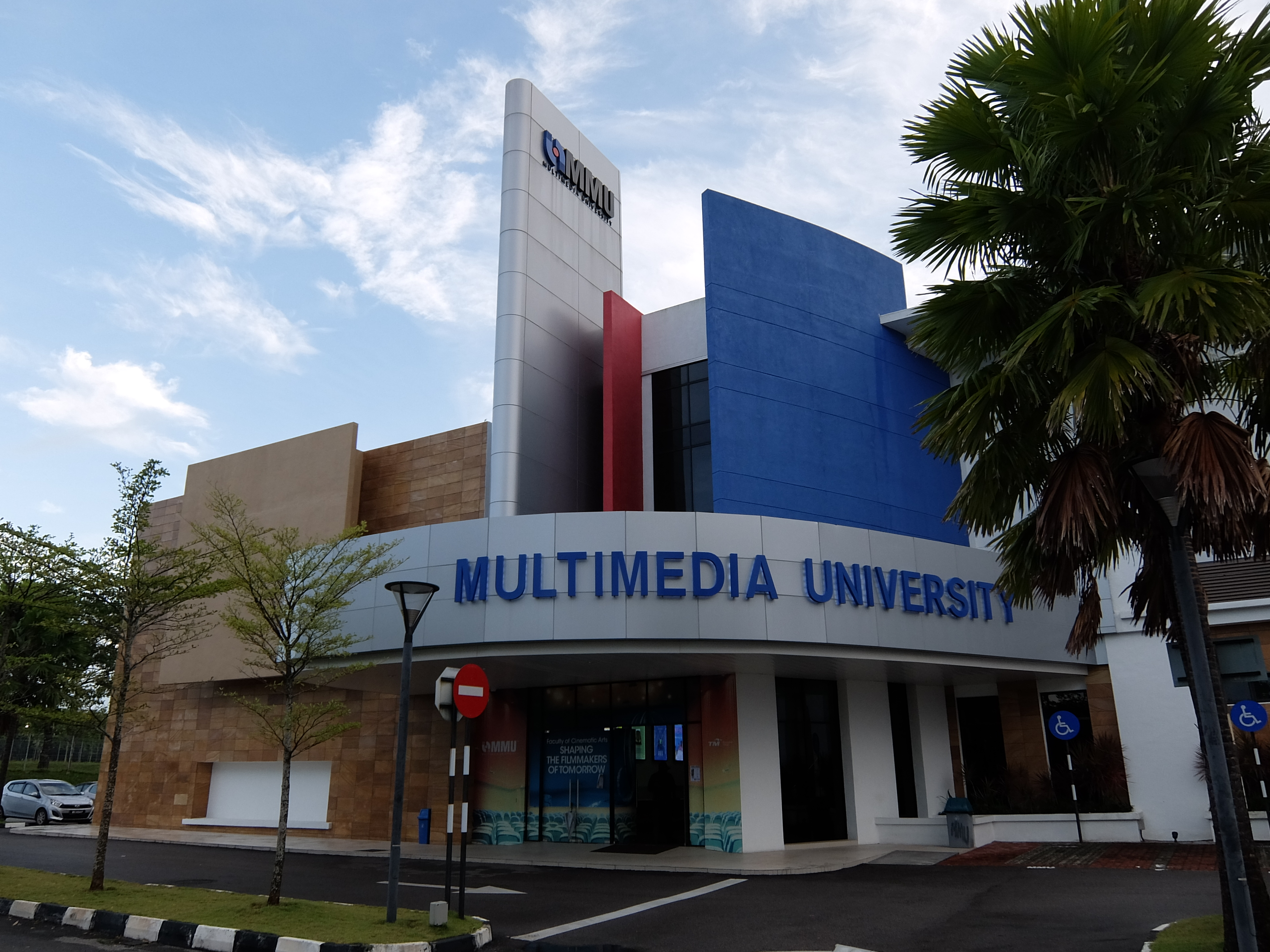
马来西亚多媒体大学柔佛校区

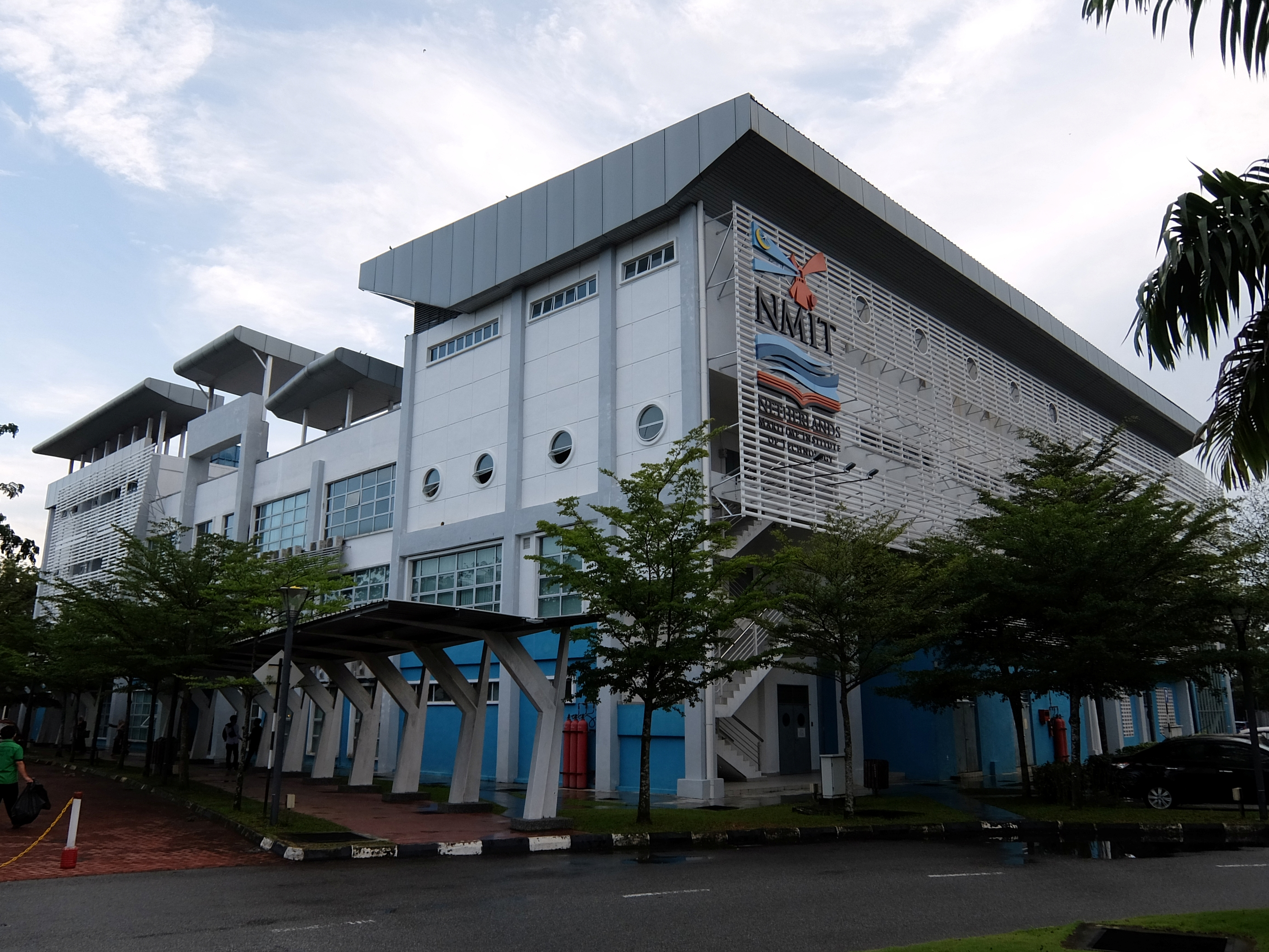
荷兰海事技术学院

随着马来西亚依斯干达经济特区近年来蓬勃发展，使该区迎来许多投资。其中依斯干达公主城（旗舰B区）就设有各地大学和学院分校。该区称为教育城（EduCity），于2011年投入运作，是亚洲首个“综合校区学院”，整个教育城占地305英亩，目前共有超过4千名学生于此就读。
截至2016年，教育城共有7所高等学府和两所国际学校，已经没有土地分配给新校区，所以未来高等学府设立的新分校将会在美迪尼一带。以下为高等学府和国际学校列表：
| 中文名称                       | 英文名称                                     | 学府种类 | 开校年份 |
| ------------------------------ | -------------------------------------------- | -------- | -------- |
| 马来西亚纽卡斯尔医药大学       | Newcastle University Medicine Malaysia       | 海外大学 | 2011年   |
| 南安普敦大学马来西亚分校       | University of Southampton Malaysia Campus    | 海外大学 | 2012年   |
| 英国雷丁大学马来西亚分校       | University of Reading Malaysia               | 海外大学 | 2015年   |
| 依斯干达莱佛士大学             | Raffles University Iskandar                  | 私立大学 | 2011年   |
| 马来西亚多媒体大学柔佛分校     | Malaysia Multimedia University Johor Campus  | 私立大学 | 2016年   |
| 荷兰海事技术学院               | Netherlands Maritime Institute of Technology | 私立学院 | 2011年   |
| 新加坡管理发展学院依斯干达分院 | Kolej MDIS Malaysia                          | 私立学院 | 2015年   |
| 马尔波罗学院马来西亚分院       | Marlborough College Malaysia                 | 国际学校 | 2012年   |
| 莱佛士美国学校                 | Raffles American School                      | 国际学校 | 2016年   |

至于华文教育方面，依斯干达公主城缺少华文中学和小学。距离市中心最临近的华文小学也位于振林山和浩然山庄，皆已面临学额爆满的问题，家长甚至需要漏夜排队为孩子争取学额。2017年，马来西亚政府宣布将新建2所和搬迁1所华文小学至此，预计5年内开课。以下为依斯干达公主城现有和计划中的华文小学列表：
| 中文名称               | 地名名称                   | 原校址                    |
| ---------------------- | -------------------------- | ------------------------- |
| 平民华文小学           | 振林山（五间店）           | 不適用                    |
| 明德华文小学           | 振林山                     | 不適用                    |
| 培智华文小学           | 振林山（实达生态园）       | 东甲县武吉士南邦          |
| 明智华文小学           | 浩然山庄                   | 峇株巴辖三条港            |
| 谢华华文小学           | 依斯干达公主城（双威城市） |                           |
| 培才华文小学（兴建中） | 武吉英达                   | 吉打州铅县成杰（Singkir） |
| 陈嘉庚华文小学         | 依斯干达公主城             | 搁置                      |

## 旅游景点

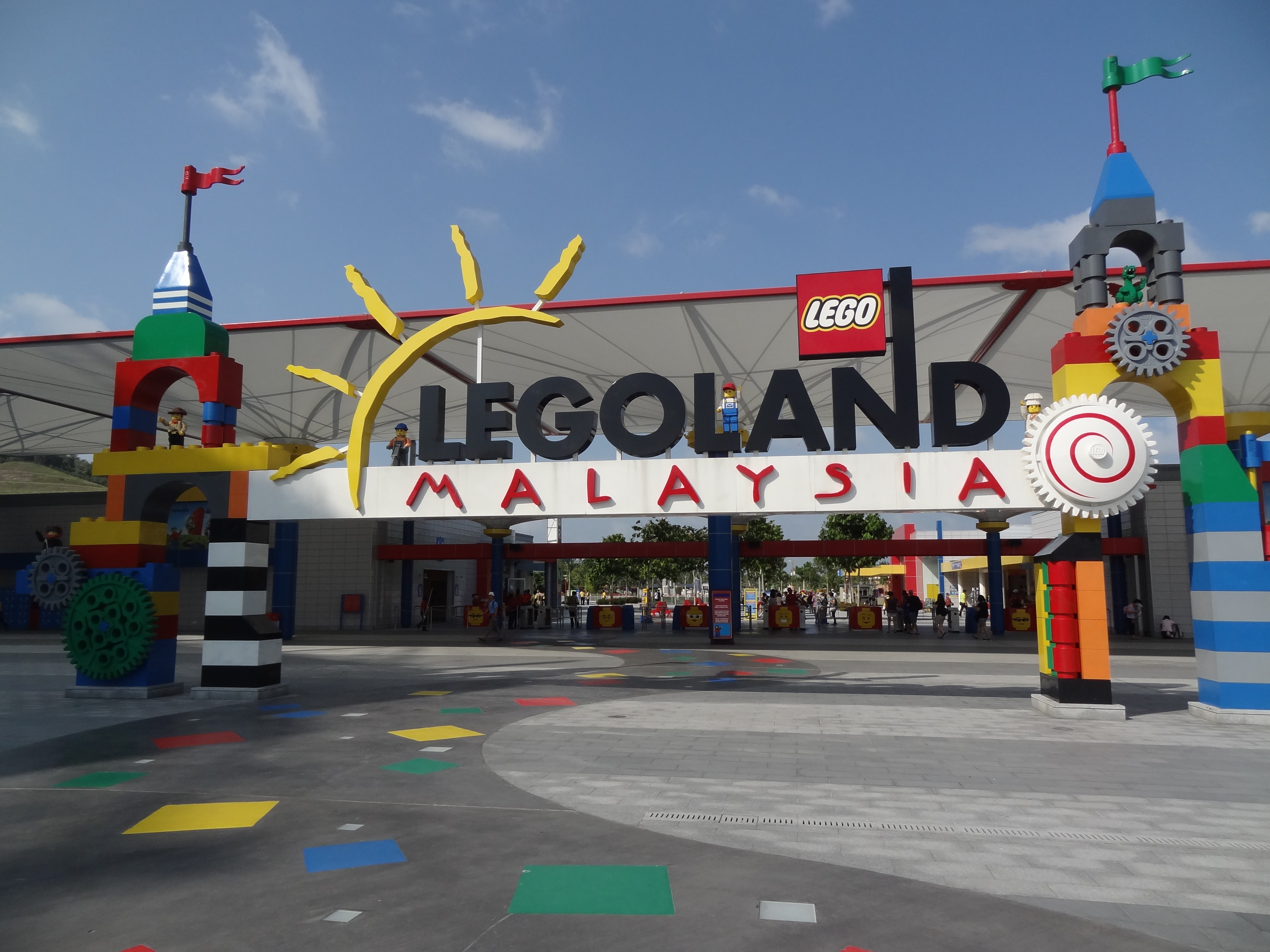
马来西亚乐高乐园入口处

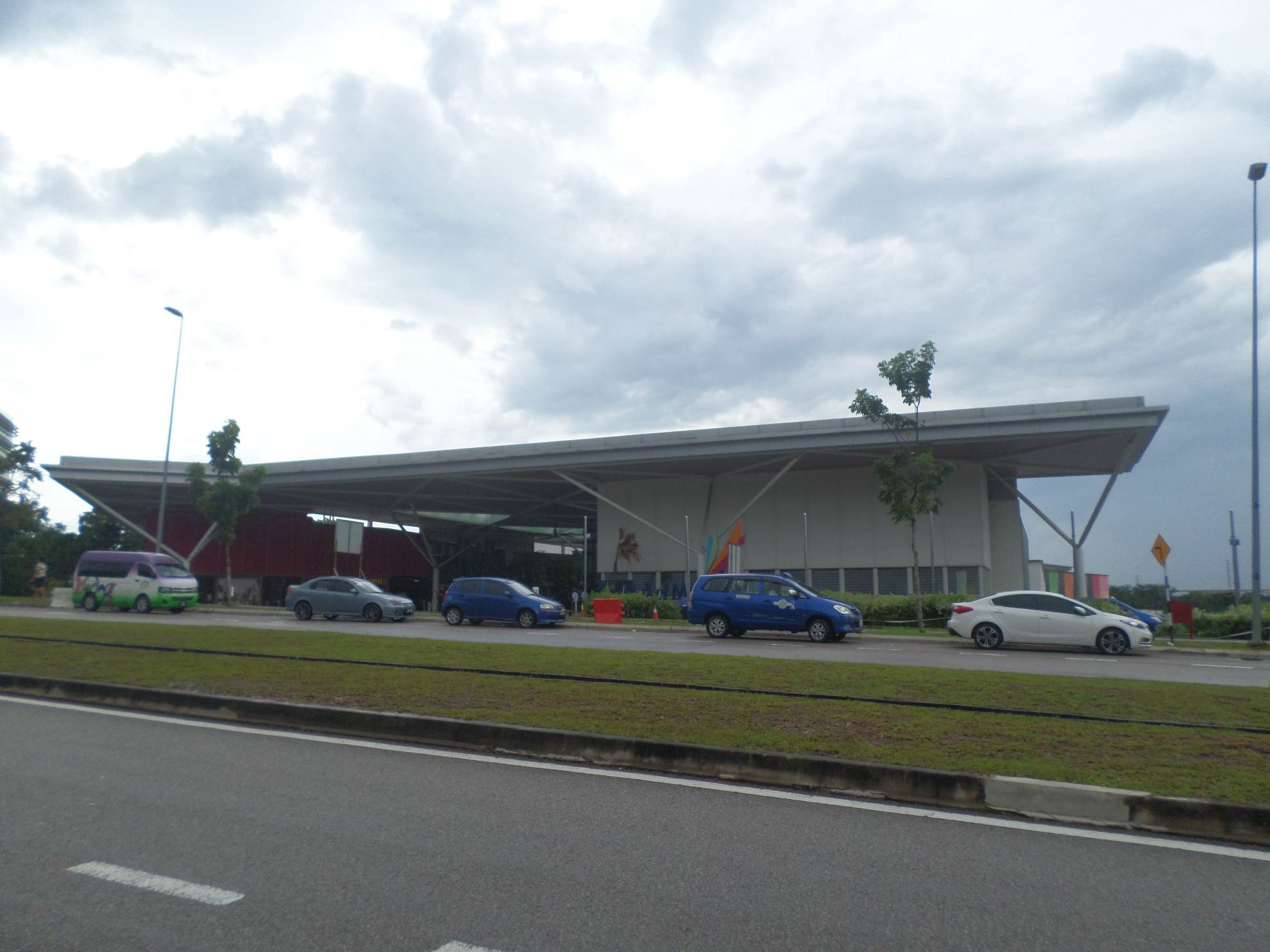
美迪尼商场

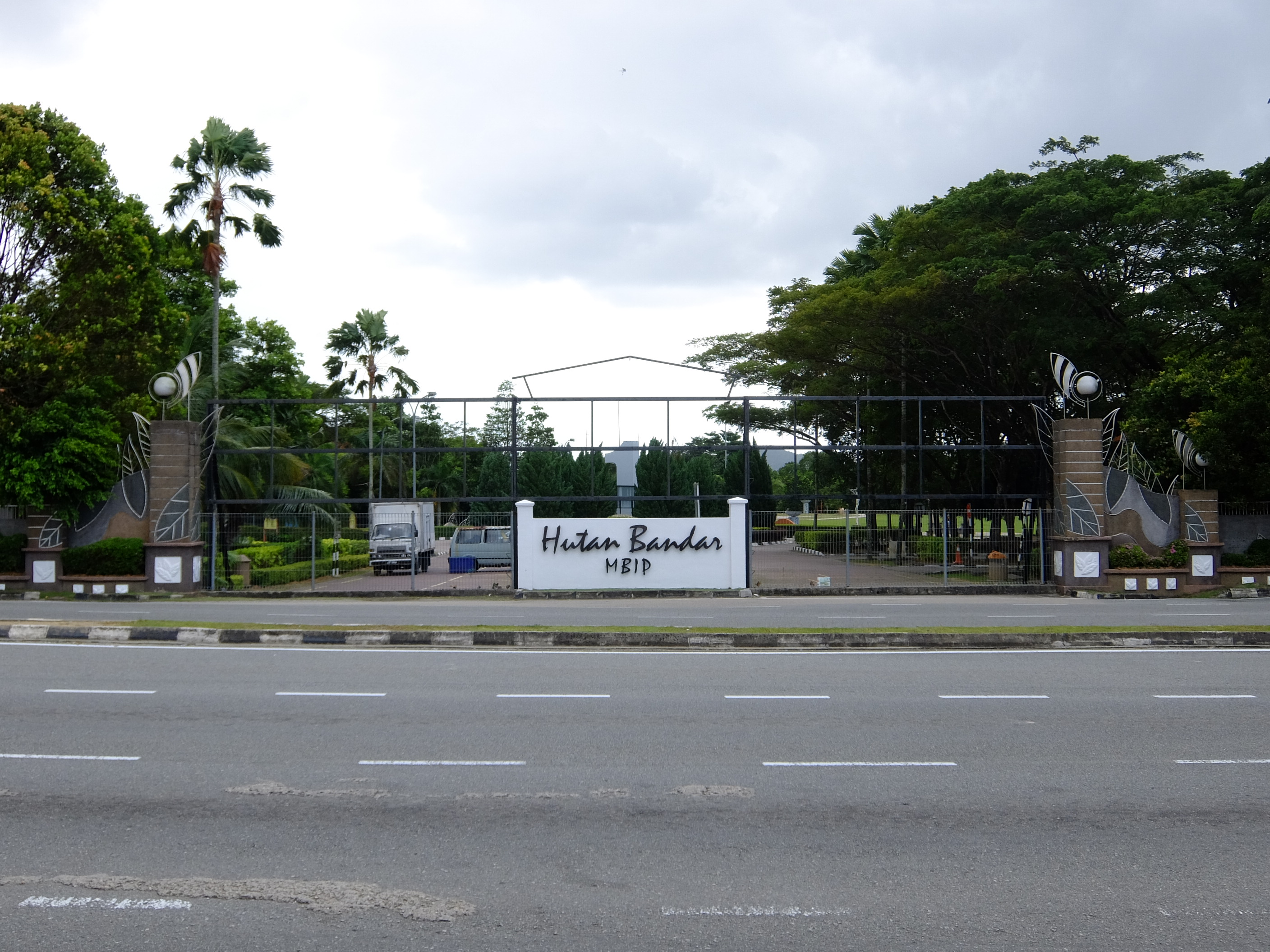
依城市政厅城市雨林入口处

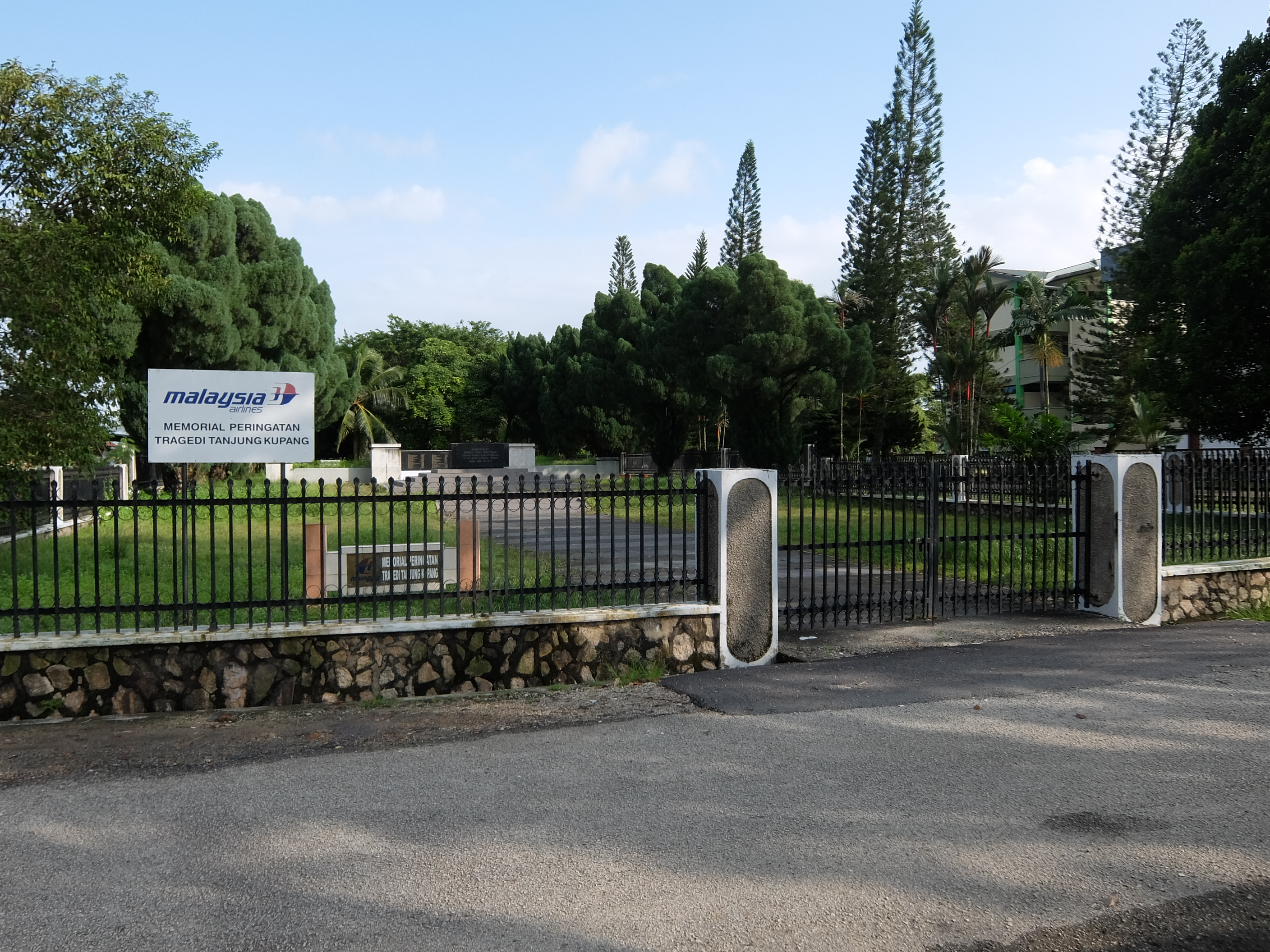
丹絨古邦纪念公园入口处

公主港（Putri Harbor）位于柔佛海峡旁，占地687亩（2.8平方公里）。公主港不只提供渡轮服务，也设有三丽鸥吉蒂猫和汤姆士火车等主题公园。
马来西亚乐高乐园是柔佛州主要景点之一，于2012年9月15日在新山开幕，是亚洲首间乐高主题乐园（Legoland Malaysia）。马来西亚乐高主题公园是继丹麦、英国、德国、美国加州和佛罗里达州之后全球第6座乐高主题公园。该主题乐园总面积达5,500,000平方英尺（510,000平方），并设有酒店、水上乐园、办公室、商店和住宅区等。
美迪尼商场（Mall of Medini）是目前位于依斯干达公主城市中心唯一的商场，总面积达2百万平方尺。其他商场大多数位于士姑来区，如永旺商场、八星广场等。依斯干达公主城也有一座松林制片厂，供电影制片公司于此拍摄电影场景。
目前依斯干达公主城内也正在兴建一座占地300英亩，达国际水准级别的Fastrackcity赛车城，预计在2019年投入启用，每年吸引35万名访问。

## 医疗

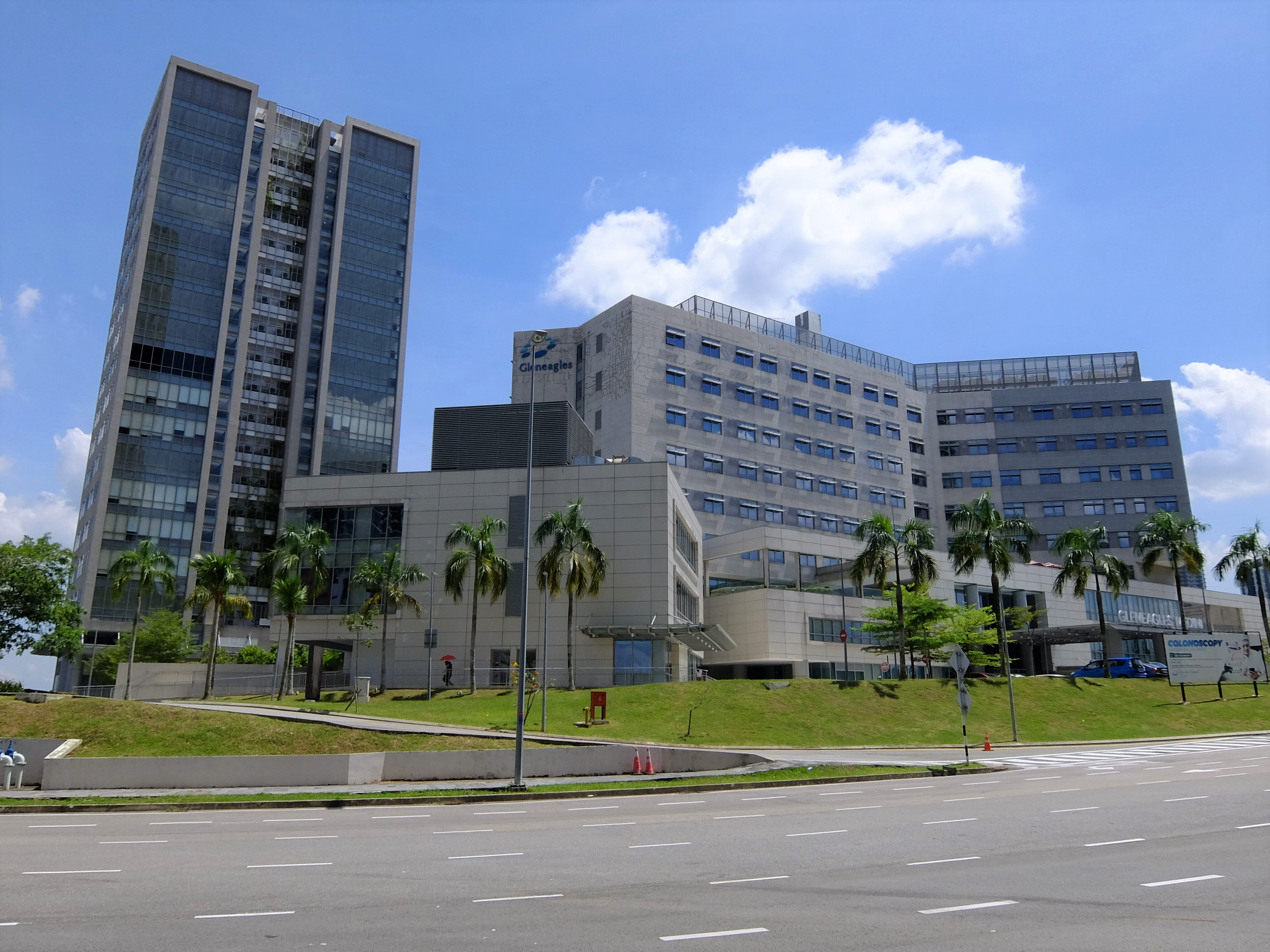
美迪尼区的鹰阁医院

亚洲最大私人医疗机构百汇班台旗下的鹰阁医院（Gleneagles）在美迪尼区设有医院。而于2010年启用的哥伦比亚亚洲医院也是依斯干达公主城主要的私立医院之一。

## 交通

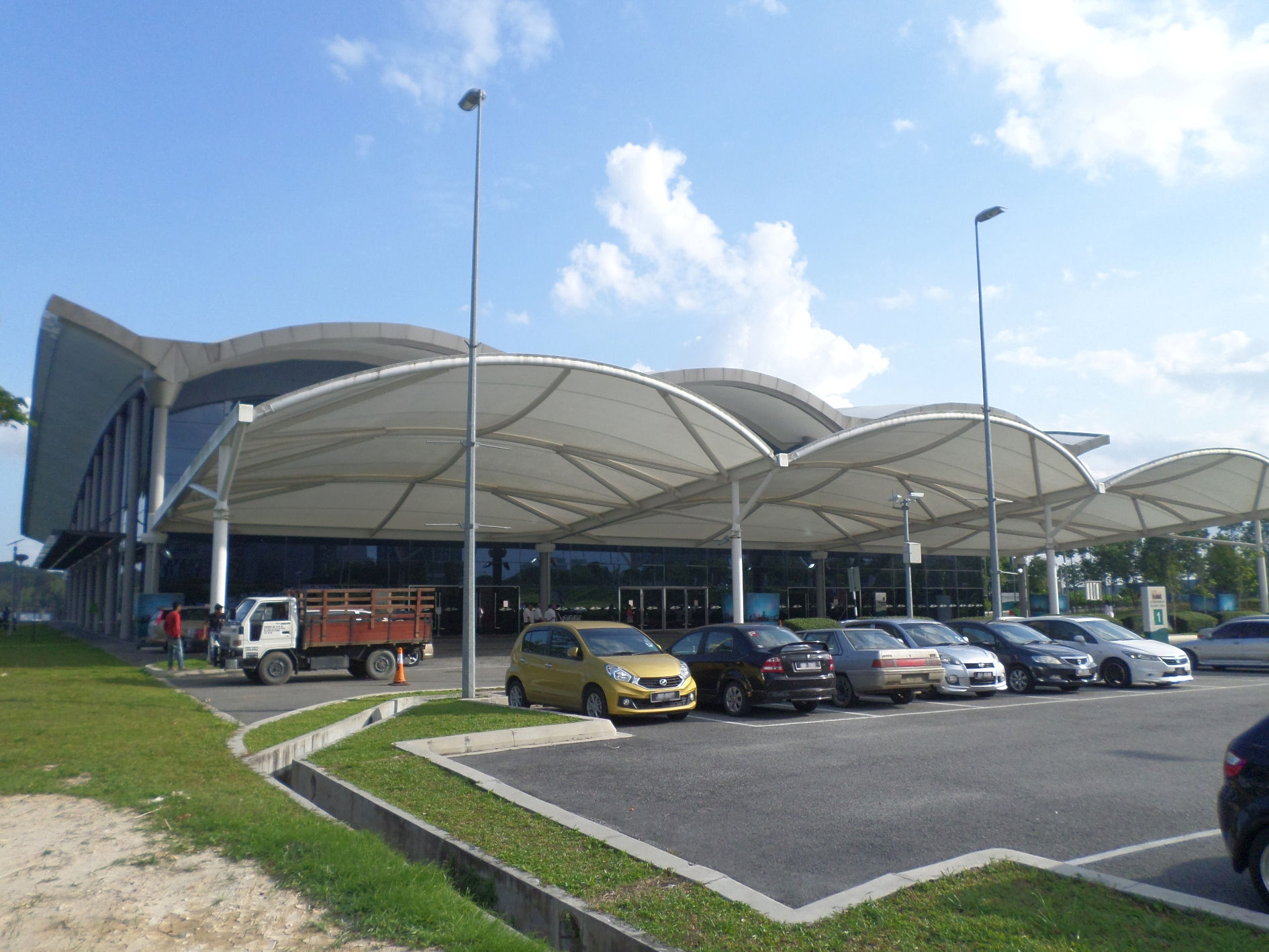
国际渡轮终站

依斯干达公主城的公主港于2013年启用，提供前往印尼巴淡岛的渡轮服务。依斯干达滨海快速公路（Coastal Highway） 是依斯干达公主城前往新山市中心的主干道路。拟建中的隆新高铁将来也会在城内的努沙再也门户（Gerbang Nusajaya）设站，目前这项计划因经济因素而暂时被搁置。

### 马新第二通道

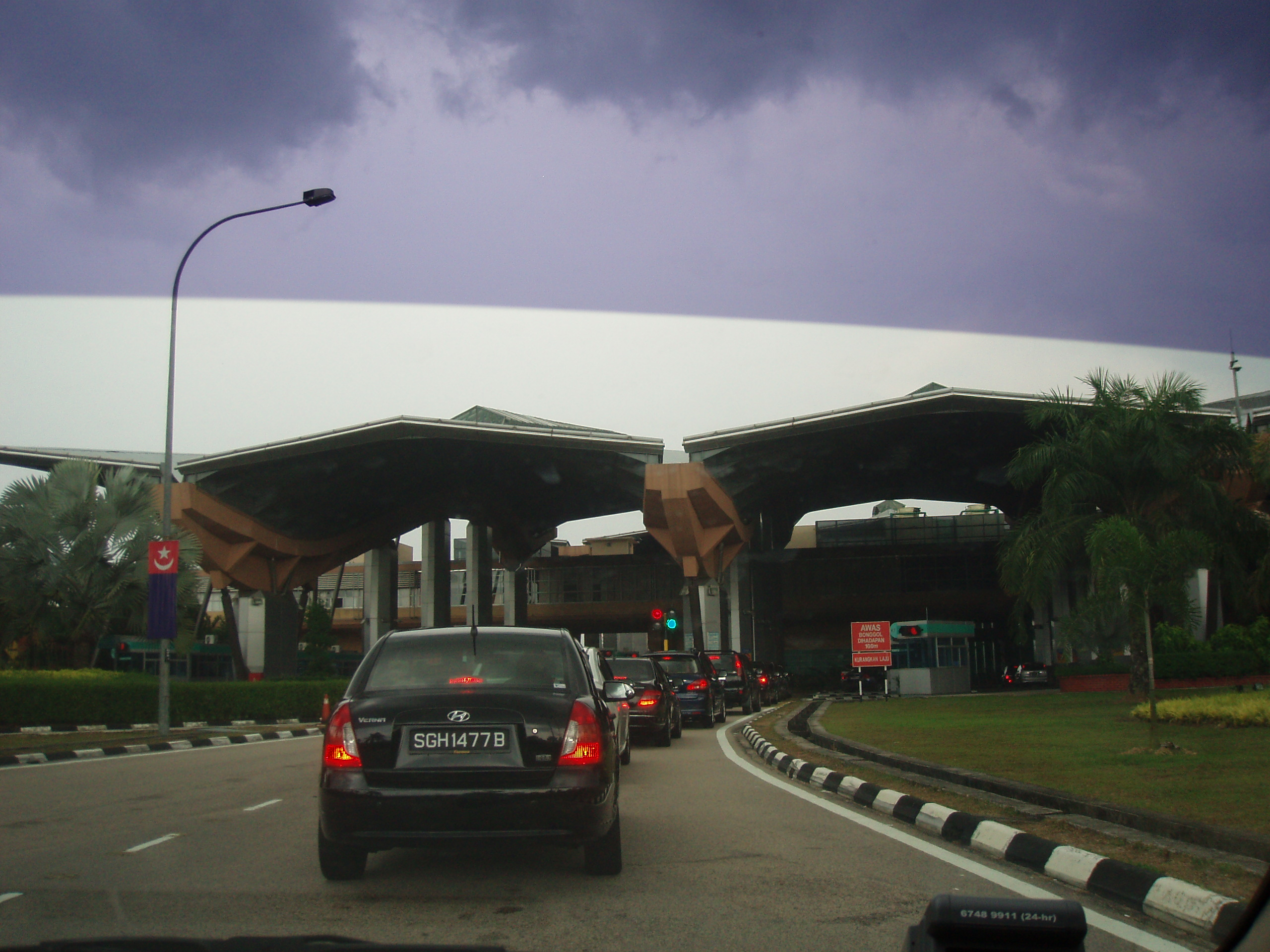
位于丹绒古邦的苏丹阿布峇卡边检站

马新第二通道是一座跨海大桥，于1998年通车以纾缓了新柔长堤的交通拥堵情况。该桥两端为马来西亚柔佛的丹绒古邦和新加坡的大士，共有6条车道，同时设有陆路高速公路，与南北大道衔接。其中该桥位于水上的桥梁长度达1.92公里。